# Полад-Заде, Полад Аджиевич
Полад Аджиевич Полад-Заде (24 октября 1931 — 26 февраля 2018) — советский государственный и хозяйственный деятель.

## Биография
В 1955 году окончил Московский институт водного хозяйства.
- 1955—1956 — мастер, прораб, начальник участка строительного управления № 2 треста «Таджикгидрострой», Курган-Тюбе.
- 1956 — старший инженер технического отдела Главного управления «Кура-Араксводстрой», Баку.
- 1956—1959 — старший прораб, главный инженер СМК № 8 Главного управления «Кура-Араксводстрой», Али-Байрамлы.
- 1959—1963 — главный инженер СУ-2 Главного управления «Кура-Араксводстрой», Агдамский район.
- 1963—1964 — заведующий сельскохозяйственным отделом ЦК КП Азербайджана.
- 1964—1965 — начальник Закавказского производственного управления по орошаемому земледелию Госземводхоза СССР, Баку.
- 1965—1970 — первый заместитель начальника, начальник «Главкураараксводстрой».
- 1970—1974 — начальник Главного управления по мелиоративному строительству в Азербайджанской ССР «Главазмелиоводстрой».
- 1974—1989 — первый заместитель министра мелиорации и водного хозяйства СССР.
- 1989—1990 — первый заместитель министра (исполняющий обязанности министра) водохозяйственного строительства СССР.
- 1990—1991 — председатель Государственного концерна «Водстрой».
- С 1992 года генеральный директор, с 2005 года председатель совета директоров ОАО «Водстрой».

Похоронен на Хованском кладбище.

## Награды
- орден Октябрьской революции
- три ордена Трудового Красного Знамени
- орден «Знак Почёта»